# Usina Tamoio
A Usina Tamoio é uma usina sucroalcooleira localizada em Araraquara (SP-310, km 236). Atualmente, pertence à Raízen, do Grupo Cosan.
Foi fundada em 1917, por Pedro Morganti, imigrante italiano, após a aquisição do antigo Engenho Fortaleza, propriedade de 2.000 alqueires, renomeada Usina Tamoio. Em 1924, passou a fazer parte da Refinadora Paulista S/A Nos anos 1940, com as políticas do Instituto do Açúcar e do Álcool (IAA), a usina teve uma grande expansão. Nesta época, foi construída a Igreja de São Pedro (1943), e a usina passou a abrigar cerca de 3.000 trabalhadores, os quais, com suas famílias, totalizavam um contingente de 7.000 a 10.000 moradores. As terras da usina chegaram a 5.278 alqueires. Em 1946, bateu o recorde continental da produção de açúcar, e a Usina Tamoio tornou-se a maior 
indústria sucroalcooleira do país e da América do Sul. Após crises, em 1969, a usina foi vendida para o Grupo Silva Gordo.  Nos 1990, Egard Corona comprou a Tamoio e a revendeu para a Cosan.
A usina contava com um ferrovia particular, uma estação da Cia. Paulista, e uma vila ferroviária (esta última, em Ibaté). Das cerca de 1500 residências edificadas pela usina, restam hoje menos de uma centena.
Em 2012, a Igreja foi reformada, após anos fechada. Entretanto, templo foi assaltado em 2018, sendo roubados diversos documentos históricos.
Em 2017, a Raízen anunciou o encerramento das atividades da usina, demitindo seus 250 funcionários. No entanto, uma liminar da Justiça anulou a ação.